# قارلوق
القرلوق أو القارلوق (أيضاً كارلوك، قارلوكس، كارلوق، لغة تركية قديمة: , Qarluq, بالفارسية: خَلُّخ (Khallokh)، قبائل تركية رحل، تقيم في مناطق كارا إرتيش (إيرتيش السوداء) جبال تارباغاتي غربي جبال ألتاي في آسيا الوسطى. كانوا يُعرفون ب«غيلولو» (خولولو، خورلو، هارلوت). كانوا يرتبطون ارتباطاً وثيقاً بالأويغور. أعطى القارلوق اسمهم للغات القارلوق إحدى اللغات الأتراكية، والتي تشمل أيضاً اللغة الأويغورية واللغة الأوزبكية.
كان القارلوق يُعرفون بكونهم مجموعة عرقية متماسكة ذات وضع الحكم الذاتي في منطقة غوكتورك من ضمنها دول مستقلة هي يابغو وقراخانات وقارلوغيد قبل أن تندمج في خانية جغتاي في إمبراطورية المغول.
كان القرلوق يسمون أيضاً «أوتش أوغوز» بمعنى «ثلاثة أوغوز». وعلى الرغم من تشابه الأسماء، كتب محمود القشقري في ديوان لغات الترك: «القرلوق فرقة من الترك الرحل. إنهم منفصلون عن الأوغوز (الغُزّ)، لكنهم تركمان مثل الأوغوز». وذكر رشيد الدين الهمذاني الإلخاني في كتابه جامع التواريخ أن القرلوق واحدة من قبائل الأوغوز (التركمان).